# Lutas nos Jogos Olímpicos de Verão de 1924
As lutas nos Jogos Olímpicos de Verão de 1924 foram realizados em Paris, com treze eventos disputados, sendo seis categorias de luta greco-romana e sete categorias de luta livre.

## Eventos da luta
Luta livre: até 56 kg | 56-61 kg | 61-66 kg | 66-72 kg | 72-79 kg | 79-87 kg | +87 kg
Luta greco-romana: até 58 kg | 58-62 kg | 62-67,5 kg | 67,5-75 kg | 75-82,5 kg | +82,5 kg

## Luta livre

### Luta livre - até 56 kg
| Pos. | País                 | Atletas            |
| ---- | -------------------- | ------------------ |
|      | Finlândia (FIN)      | Kustaa Pihlajamäki |
|      | Finlândia (FIN)      | Kaarlo Mäkinen     |
|      | Estados Unidos (USA) | Bryan Hines        |

### Luta livre - 56-61 kg
| Pos. | País                 | Atletas          |
| ---- | -------------------- | ---------------- |
|      | Estados Unidos (USA) | Robin Reed       |
|      | Estados Unidos (USA) | Chester Newton   |
|      | Japão (JPN)          | Katsutoshi Naito |

### Luta livre - 61-66 kg
| Pos. | País                 | Atletas         |
| ---- | -------------------- | --------------- |
|      | Estados Unidos (USA) | Russell Vis     |
|      | Finlândia (FIN)      | Volmar Wikström |
|      | Finlândia (FIN)      | Arvo Haavisto   |

### Luta livre - 66-72 kg
| Pos. | País            | Atletas       |
| ---- | --------------- | ------------- |
|      | Suíça (SUI)     | Hermann Gehri |
|      | Finlândia (FIN) | Eino Leino    |
|      | Suíça (SUI)     | Otto Müller   |

### Luta livre - 72-79 kg
| Pos. | País            | Atletas         |
| ---- | --------------- | --------------- |
|      | Suíça (SUI)     | Fritz Hagmann   |
|      | Bélgica (BEL)   | Pierre Ollivier |
|      | Finlândia (FIN) | Vilho Pekkala   |

### Luta livre - 79-87 kg
| Pos. | País                 | Atletas         |
| ---- | -------------------- | --------------- |
|      | Estados Unidos (USA) | John Spellman   |
|      | Suécia (SWE)         | Rudolf Svensson |
|      | Suíça (SUI)          | Charles Courant |

### Luta livre - +87 kg
| Pos. | País                 | Atletas         |
| ---- | -------------------- | --------------- |
|      | Estados Unidos (USA) | Harry Steel     |
|      | Suíça (SUI)          | Henri Wernli    |
|      | Grã-Bretanha (GBR)   | Andrew McDonald |

## Luta greco-romana

### Luta greco-romana - até 58 kg
| Pos. | País            | Atletas        |
| ---- | --------------- | -------------- |
|      | Estônia (EST)   | Eduard Pütsep  |
|      | Finlândia (FIN) | Anselm Ahlfors |
|      | Finlândia (FIN) | Väinö Ikonen   |

### Luta greco-romana - 58-62 kg
| Pos. | País            | Atletas            |
| ---- | --------------- | ------------------ |
|      | Finlândia (FIN) | Kalle Anttila      |
|      | Finlândia (FIN) | Aleksander Toivola |
|      | Suécia (SWE)    | Erik Malmberg      |

### Luta greco-romana - 62-67,5 kg
| Pos. | País            | Atletas          |
| ---- | --------------- | ---------------- |
|      | Finlândia (FIN) | Oskari Friman    |
|      | Hungria (HUN)   | Lajos Keresztes  |
|      | Finlândia (FIN) | Källe Westerlund |

### Luta greco-romana - 67,5-75 kg
| Pos. | País            | Atletas           |
| ---- | --------------- | ----------------- |
|      | Finlândia (FIN) | Edvard Westerlund |
|      | Finlândia (FIN) | Arthur Lindfors   |
|      | Estônia (EST)   | Roman Steinberg   |

### Luta greco-romana - 75-82,5 kg
| Pos. | País            | Atletas         |
| ---- | --------------- | --------------- |
|      | Suécia (SWE)    | Carl Westergren |
|      | Suécia (SWE)    | Rudolf Svensson |
|      | Finlândia (FIN) | Onni Pellinen   |

### Luta greco-romana - +82,5 kg
| Pos. | País            | Atletas         |
| ---- | --------------- | --------------- |
|      | França (FRA)    | Henri Deglane   |
|      | Finlândia (FIN) | Edil Rosenqvist |
|      | Hungria (HUN)   | Rajmund Badó    |

## Quadro de medalhas da luta
| Ordem | País               | Medalha de ouro | Medalha de prata | Medalha de bronze | Total |
| ----- | ------------------ | --------------- | ---------------- | ----------------- | ----- |
| 1     | FIN Finlândia      | 4               | 7                | 5                 | 16    |
| 2     | USA Estados Unidos | 4               | 1                | 1                 | 6     |
| 3     | SUI Suíça          | 2               | 1                | 2                 | 5     |
| 4     | SWE Suécia         | 1               | 2                | 1                 | 4     |
| 5     | EST Estônia        | 1               | 0                | 1                 | 2     |
| 6     | FRA França         | 1               | 0                | 0                 | 1     |
| 7     | HUN Hungria        | 0               | 1                | 1                 | 2     |
| 8     | BEL Bélgica        | 0               | 1                | 0                 | 1     |
| 9     | GBR Grã-Bretanha   | 0               | 0                | 1                 | 1     |
| 9     | JPN Japão          | 0               | 0                | 1                 | 1     |